# Daniele Crosta
Daniele Crosta (Busto Arsizio, 1970. május 5. –) Európa-bajnok, olimpiai és világbajnoki bronzérmes olasz tőrvívó.